# PKB
Las proteína cinasa B es una familia de proteínas codificadas en los humanos por 3 genes: AKT1, AKT2 y AKT3. Juegan un importante rol en la señalización celular en mamíferos. Estas enzimas pertenecen a la superfamilia de las serina/treonina proteína cinasas no específicas (EC 2.7.11.1).

## Tipos de proteína cinasa B
- La AKT1 está involucrada en la supervivencia celular, en la inhibición de procesos apoptóticos, en la inducción de la vía de síntesis de proteínas y además es clave en la vía que guía a la hipertrofia del músculo esquelético (crecimiento de tejido). También la AKT1 está implicada como principal factor de muchos tipos de cáncer (fue originalmente reconocida como un oncogén en retrovirus transformantes).

- La AKT2 es una importante molécula de señalización de la vía de señalización de Insulina (induce el transporte de glucosa).

- El rol de la AKT3 aún no ha sido bien entendido.

## Estructura y función
La proteína cinasa B posee dominios PH, dominio con homología a la Pleckstrina. Estos dominios se unen con alta afinidad a los fosfoinositoles. Así, los dominios PH de la proteína cinasa B se unen al PIP3 (fosfatidilinositol 3,4,5-trifosfato) y al PIP2 (fosfatidilinositol 3,4-bisfofato). Por ejemplo, al activarse un receptor acoplado a la proteína G o un receptor tirosina cinasa tal como un receptor de insulina (RI), activan a la PI3 cinasa (fosfoinositol 3-cinasa o PI3K) que va a fosforilar PIP2 para formar PIP3.

## Actualidad
Pacientes con diabetes tipo 2 han incrementado el riesgo cardiovacular y muestran anormalidades en la cascadas de coagulación. Estudios realizados por Gerrist en el 2010 en los que se investiga si hay un incremento en la síntesis del Factor tisular (TF) plaquetario que podría contribuir a un estado de hipercoagulación. Se encontraró que existía una interferencia en la vía de señalización intracelular de PI3K/PKB producida por aumentos en cAMP. La insulina es famosa por aumentar los niveles de cAMP en plaquetas e inhibir el splicing pre-mRNA de TF inducido por colágeno III y reduce la actividad de TF. Al caracterizar el mecanismo intra y extra celular que acopla la activación de la superficie a las síntesis de TF en adherencia plaquetaría. En individuos saludables, las síntesis de TF está inhibida por insulina pero en pacientes con diabetes tipo 2 esta inhibición está dañada. Entonces la síntesis del factor de tejido plaquetarío en diabetes tipo 2 es resistente a la inhibición por insulina.